# Südafrikanische Badmintonmeisterschaft 1980
Die Südafrikanische Badmintonmeisterschaft 1980 fand mit internationaler Beteiligung vom 7. bis zum 10. September 1980 in Durban statt. Es war die 30. Austragung der nationalen Titelkämpfe im Badminton in Südafrika.

## Finalergebnisse
| Disziplin    | Sieger                            | Finalist                      | Ergebnis           |
| ------------ | --------------------------------- | ----------------------------- | ------------------ |
| Herreneinzel | Chris Kinard                      | Charles Coakley               | 15-4, 15-12        |
| Dameneinzel  | Utami Kinard                      | Gussie Phillips               | 10-12, 11-7, 11-3  |
| Herrendoppel | Alan Phillips Kenneth Parsons     | Chris Kinard Charles Coakley  | 15-4, 15-8         |
| Damendoppel  | Gussie Phillips Marianne Abrahams | Utami Kinard Judianne Kelly   | 15-11, 12-15, 15-3 |
| Mixed        | Alan Phillips Gussie Phillips     | Kenneth Parsons Deirdre Algie | 15-12, 7-15, 15-5  |